# Karratin Saghir
Karratin Saghir (arab. كراتين صغير) – wieś w Syrii, w muhafazie Idlib. W 2004 roku liczyła 714 mieszkańców.